# 옐로 매직 오케스트라
옐로 매직 오케스트라(영어: Yellow Magic Orchestra, 일본어: イエロー・マジック・オーケストラ)는 1978년에 결성된 일본의 전자 음악 그룹이다. 줄여서 YMO(와이엠오)라고 불리기도 하며, 일렉트로 팝 장르의 선구자로 알려져 있다.

## 구성원
호소노 하루오미 (베이스 기타)

에이프릴 풀, 핫피 엔도, 틴 팬 앨리를 거쳐, YMO를 결성하였다. YMO의 리더이면서 프로듀서이자, 신시사이저와 컴퓨터를 이용하는 YMO의 음악 스타일을 내세웠다.
종교나 민속학 등 신비주의적인 취미가 있고 그들도 YMO에 영향을 주고 있다. 라이브에서는 거의 베이시스트에 철저해, 곡에 따라서는 신시사이저를 베이스 대신에 연주하고 있었다.
YMO는 특히 앰비언트, 일렉트로니카 등의 장르를 도입하면서 진화되었다.
다카하시 유키히로 (드럼 세트, 보컬)

새디스틱 미카 밴드, 새디스틱스를 거쳐 YMO에 가입하였다. YMO를 계기로 기계 비트와 동기화해서 처음 드럼을 연주한 드러머이다.
또한 라이브에서는 드럼을 두드리면서 스스로 보컬을 맡기도 하는 이색적인 스타일로 연주하고 있었다. 패션 디자인의 재능을 살려 YMO에서는 무대 의상 디자인을 다루었다.
YMO가 산개한 후에는 솔로 활동과 함께, 여러 뮤지션과의 협업 작업 및 프로듀스 일을 전개하고 있다. 음악 방향성의 차이 등으로 험악하게 될 것 같으면 호소노와 사카모토의 사이를 주선하는 입장이기도 했다.
새디스틱 미카 밴드 시절, 록시 뮤직의 오프닝으로 런던에서 라이브를 한 적이 있어, 결성 당시 멤버 중에서 유일하게 해외에서의 라이브 경험이 있었다.
사카모토 류이치 (건반)

스튜디오 뮤지션으로 (오타키 에이이치, 야마시타 다쓰로의 음반에 참여) 활동 후, YMO에 가입하여 마쓰타케 히데키와 함께 레코딩에서 악곡을 구축하는 중요한 역할을 완수하고, 또 라이브에서는 편곡을 혼자서 맡았다.
YMO의 산개 후에는 영화 음악으로 성공하는 등 솔로 활동을 전개하고있다. 그의 "교수"라는 애칭을 붙여준 사람은 다카하시이다. 덧붙여서, YMO 초기에는 만화「아부산」을 닮았던 일로 「아부」라고 했었다.

## 정규 앨범
- 《YELLOW MAGIC ORCHESTRA》 (1978)
- 《Solid State Survivor》 (1979)
- 《X∞MULTIPLIES》 (1980)
- 《BGM》 (1981)
- 《NAUGHTY BOYS (1983)
- 《SERVICE》 (1983)
- 《TECHNODON》 (1993)

## 실황 앨범
- PUBLIC PRESSURE, 1980
- AFTER SERVICE, 1984
- FAKER HOLIC YMO TRANSATRANTIC TOUR 1979, 1991
- COMPLETE SERVICE, 1992
- TECHNODON LIVE, 1993
- LIVE AT BUDOKAN 1980, 1993
- LIVE AT KINOKUNI-YA HALL 1978, 1993
- YMO-WINTER-LIVE-1981 - WINTER LIVE 1981, 1995
- WORLD TOUR 1980, 1995
- LIVE AT GREEK THEATER 1979, 1997
- ONE MORE YMO, 2000
- EUYMO -YELLOW MAGIC ORCHESTRA LIVE IN LONDON+GIJON 2008, 2008
- LONDONYMO -YELLOW MAGIC ORCHESTRA LIVE IN LONDON 15/6 08-, 2008
- GIJONYMO -YELLOW MAGIC ORCHESTRA LIVE IN GIJON 19/6 08-, 2008